# Joseph Messner
Joseph Messner (* 27. Februar 1893 in Schwaz; † 23. Februar 1969 in St. Jakob am Thurn) war ein österreichischer Musiker, Komponist und Priester.

## Leben
Joseph Messner, Bruder des Sozialethikers Johannes Messner, wurde in Schwaz im Land Tirol als Sohn eines Knappen (im Schwazer Bergbau) und einer Arbeiterin in der dortigen Tabakfabrik geboren. Sie stammte aus der Familie des Freiheitskämpfers Josef Speckbacher. Joseph bekam bereits als Kind Musikunterricht in Gesang, Geige, Klavier und Orgel. Zwölfjährig übersiedelte er 1905 nach Salzburg und erhielt fortan seine musikalische Ausbildung im Kapellhaus, Sigmund-Haffner-Gasse 20, danach am Mozarteum. Nach der Reifeprüfung am Borromäum studierte er Theologie und wurde am 7. Oktober 1916 zum Priester geweiht. Später bildete er sich in München bei Friedrich Klose (Komposition) und Rheinberger-Schüler Josef Becht (Orgel) weiter.
In den 1920er Jahren feierte Messner vor allem in Deutschland große Erfolge als Komponist. In mehreren Städten fanden „Joseph Messner Orgelfeste“ statt, in Duisburg wurden 1924 die „Joseph-Messner-Tage“ veranstaltet, bei denen seine Sinfonietta für Klavier uraufgeführt wurde. Erzbischof Ignatius Rieder berief ihn 1922 zum zweiten Domorganisten am Salzburger Dom, bestellte und bezahlte ihn allerdings als Kooperator von Pfarrwerfen. Im Jahr 1926 wurde er schließlich Domkapellmeister in Salzburg – eine Funktion, die er bis zu seinem Tod innehatte.
In den 1930er Jahren vollzog Messner eine Glättung seiner sonst revolutionären Tonsprache, indem er seine „dissonanzreiche Kontrapunktik“ durch „Wohllaute des Tonikadreiklanges“ ersetzte. Diesen Wandel vollzog er anscheinend unter dem Eindruck „großdeutscher Kulturideale“. Tatsächlich unterstützte Joseph Messner, im Gegensatz zu seinem Bruder Johannes Messner, den Anschluss Österreichs an das Deutsche Reich.
1934 wirkte er in seiner Funktion als Domkapellmeister in dem Film Das unsterbliche Lied mit, der eine Weihnachtsgeschichte um das Lied Stille Nacht, heilige Nacht erzählt.
1936 wurde Messner mit dem Großen Staatspreis für Literatur und Musik ausgezeichnet.
Nach dem Zweiten Weltkrieg ab 1945 versuchte Messner an seine früheren Erfolge anzuknüpfen, was ihm nicht gelang. Beruflich fühlte er sich mehrmals übergangen oder ausgebremst, so 1946 bei der erhofften Berufung zum Rektor der Musikhochschule Mozarteum und bei seinen Domkonzerten, die man 1968 aus dem offiziellen Festspielprogramm strich.
1968 verlieh ihm das Whitman College (Walla Walla, Washington) die Ehrendoktorwürde, ebenso die Universität Salzburg (am 20. August 1968).
Joseph Messner verstarb 1969 überraschend in seinem Einfamilienhaus in St. Jakob am Thurn, wo er mehrere Jahrzehnte mit seiner Sekretärin und „rechten Hand“, der Sängerin Evi Klemens gelebt hatte.

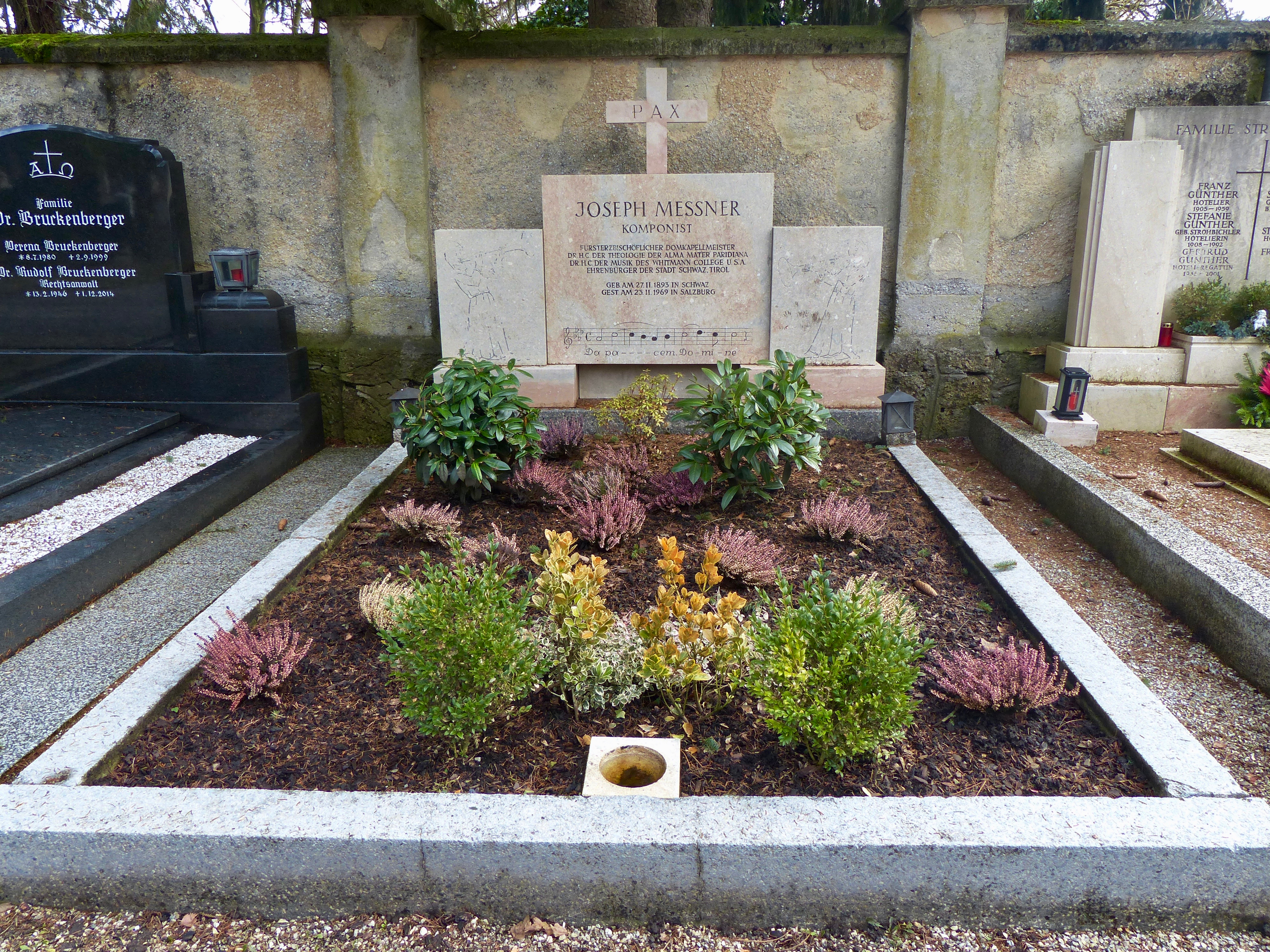
Grab Joseph Messners, Salzburger Kommunalfriedhof (Rayon 110)

Er ruht auf dem Salzburger Kommunalfriedhof.

## Œuvre und Stilistik
Joseph Messner hinterließ ein umfangreiches Werk, darunter die Salzburger Festspielfanfare, deren Langfassung bis 1980 bei allen Rundfunkübertragungen der Salzburger Festspiele als akustisches Signet verwendet wurde; die Bombenmesse, die an die Zerstörung des Salzburger Doms im Jahr 1944 erinnert, wobei der Komponist vorgab, sie selbst an der Domorgel miterlebt zu haben; zahlreiche Bläserfanfaren. Darüber hinaus komponierte er drei Symphonien (in c-Moll, F-Dur und A-Dur), mehrere Instrumental- und Orchesterwerke (darunter die Salzburger Suite, die als Programm verschiedene Sehenswürdigkeiten in Salzburg beschreibt), vier Opern (darunter eine über die Person der Esther), zahlreiche Lieder sowie eine große Zahl geistlicher Werke (Messen, Propriumsmusik, Motetten, geistliche Lieder usw.). Als Orgelvirtuose war er international anerkannt, obwohl er – ähnlich wie Bruckner – nur wenige Orgelwerke komponierte, sondern bei seinen Orgelkonzerten durch seine Improvisationskunst beeindruckte. Heute sind nur mehr wenige Mitschnitte mit Improvisationen Messners erhalten (Archiv des Forschungsinstituts für Salzburger Musikgeschichte an der Abteilung für Musik- und Tanzwissenschaft der Universität Salzburg).

## Werke

### Veröffentlichungen
- SALZBURGS MUSIKHISTORISCHE STÄTTEN. 3. Auflage. Österreichisches Borromäuswerk, Salzburg 1967.

### Lieder
Zahlreiche Sololieder mit Klavier- oder Orgelbegleitung
- „34 Lieder“ im Archiv des Salzburg Museum, Archiv-Nr. N 16
- Blumenlieder, op. 1 (1916), Liederzyklus für Singstimme und Klavier, Gedichte von Johannes Messner alias „Ilse Planke“
- Amsellieder, op. 2 (1916), Liederzyklus für mittlere Singstimme und Klavier, Gedichte von Johannes Messner alias „Ilse Planke“ (Verlag Anton Böhm & Sohn, Augsburg, Nr. 6358)
- Freundschaftslieder, op. 3 (1917), Liederzyklus für hohe Singstimme und Klavier, Gedichte von Johannes Messner alias „St. P., München“ (Verlag Anton Böhm & Sohn, Augsburg, Nr. 6359)
- Zwei Marienlegenden, op. 8 (1921), für mittlere Singstimme, Streichquartett, Harfe und Horn (Verlag Doblinger Wien, D. 6364)
- Fünf symphonische Gesänge für Sopran und Orchester, op. 24 (1926) nach rhapsodischen Dichtungen von Wilhelm Hendel (Verlag Universal-Edition, 1927), Nr. 9545 (Leihmaterial)
- Drei Gesänge für Bariton und Orchester, op. 43 (1936) nach Dichtungen von Leo Maasfeld (Verlag Anton Böhm & Sohn, Augsburg, 1936, Nr. 9025)
- Erfüllung, op. 64 (1948), für Sopran und Streichquartett, Zyklus nach mystischen Dichtungen von Novalis, Otto Julius Bierbaum und Johannes vom Kreuz, „Irmgard Seefried und dem Schneiderhan-Quartett gewidmet“
- Drei Lieder, op. 69 (1952), für 3 Männerstimmen und Streichquartett, Nr. 1 mit Sopransolo
- Zwei Lieder nach Wilhelm Busch, op. 70 (1952), für Tenor und Klavier

### Werke für Bläser
- Zahlreiche Fanfaren für Blechbläser (die bekannteste darunter die Salzburger Festspielfanfare): z. B.

„Kleine“ Festfanfare, op. 36/b (1933)
Fanfare in C
Fanfaren für den Rundfunk
Einzugsfanfare
Festspielfanfare, op. 55/1 (1936), für die Salzburger Festspiele
Paracelsus-Fanfare, op. 55/2 (1941)
Prinz Eugen-Kampfruf, op. 55/3 (1941)
Große Mozart-Fanfare, op. 55/4 (1941)
Domherren-Tusch, op. 55/10 (1929)
(„Denkmäler der Musik in Salzburg, Band 6 – Joseph Messner, Bläserfanfaren – vorgelegt von Armin Kircher“, Selke-Verlag Salzburg, 1994)
- Präludium as-Moll und Fuge As-Dur für Bläser und Schlagwerk, op. 44 (1936)
- Symphonische Festmusik, op. 45 a (1936) für Bläser, Pauken und Orgel (Verlag Anton Böhm & Sohn, Augsburg, 1937, Nr. 9082)

### Messen und andere geistliche Werke
- Messe in D für Chor und Orgel, op. 4, 1918
- Missa poëtica, op. 9, 1921 (Verlag Anton Böhm & Sohn, Augsburg, 1923, Nr. 6280)
- Messe in B für Sopransolo, Chor und Bläsersextett („Salzburger Dommesse“), op. 29, 1931 (Verlag Anton Böhm & Sohn, Augsburg, 1931, Nr. 7778)
- Te Deum für Soli S + Bar, vier- bis achtstimmigen Chor, Bläserseptett und Pauken, op. 38, 1935 (Verlag Anton Böhm & Sohn, Augsburg, 1935, Nr. 8379)
- Marienmesse für Sopransolo, 3-stimmigen Frauenchor und Orgel (Harmonium), op. 40 (1935) (Verlag Anton Böhm & Sohn, Augsburg, Nr. 10720)
- Festliche Messe in C für 5-stimmigen Chor à cappella, op. 42 (1935) Verlag Anton Böhm & Sohn, Augsburg, 1935, Nr. 8372
- Messe in G, opus 46, für gemischten Chor und Orgel, 1937 (Verlag Anton Böhm & Sohn, Augsburg, 1937, Nr. 8702)
- Messe in A für Chor und Streicher, op. 66, 1949 (Verlag Anton Böhm & Sohn, Augsburg, 1960, Nr. 10723)
- Große Messe in E für vier Solostimmen, Chor und Orchester, „Bombenmesse“, op. 83. Im Jahr 1959 komponiert zur Wiederherstellung des Salzburger Domes (im Agnus Dei wird die Bombardierung des Salzburger Domes aus Bombenflugzeugen der USA  am 16. Oktober 1944 lautmalerisch dargestellt). (Zu diesem Zeitpunkt saß Joseph Messner nicht im Dom an der Orgel, wie er immer vorgab, jedoch wurde es von Zeugen und Zeitgenossen berichtet.)
- Weiters zahlreiche Proprien und Motetten („Das Proprium ist der lyrische Seitengedanke zum Drama der Messe. Seinen Motetten habe ich viele meiner schönsten Melodien anvertraut.“ Zitat von Joseph Messner)

### Chorwerke
- Das Leben, Symphonisches Chorwerk op. 13 (1924) für Sopransolo, 4-stimmigen Frauenchor, Klavier, Harfe und Streicher nach Gedichten von Novalis (1772–1801)
- Die vier letzten Dinge, Chorsymphonie op. 27 (1931) für Soli, Chor und Orchester nach der Dichtung des Angelus Silesius (recte Johann Scheffler, 1624–1677) „Die sinnliche Beschreibung der vier letzten Dinge“
- Der Himmel hängt voller Geigen, op. 48 (1939) für Frauen- (Knaben-)chor und Orchester nach Texten aus der Liedsammlung „Des Knaben Wunderhorn“ von Achim von Arnim (Verlag Universal-Edition Wien (1939) Nr. 11.145, Leihmaterial)
- Deutschlands Ehre, op. 59 (1943) für Chor, Bläser und Orgel
- Peter Mayr, Wirt an der Mahr, Ballade op. 82 (1958) für Soli A + B, 6-stimmigen Chor SATB und Orchester

### Bühnenwerke
- Esther, Biblische Oper in einem Aufzug (10 Szenen), op. 6 (1921), Dichtung von Johannes Messner nach dem biblischen Buch Esther
- Hadassa (1925)
- Bühnenmusik zum „Jedermann“, 1926 bzw. 1960 (op. 76) nach der Inszenierung von William Dieterle
- Deutsches Recht, Oper, op. 31 (1932), Dramatische Legende in 3 Akten (5 Bildern) nach einer Ballade von Enrica Handel-Mazzetti, Libretto von Oskar Gunther und Karl Neumayr
- Ines, Oper, op. 35 (1933), Musikdrama in 3 Akten (5 Bildern), Libretto von Karl Neumayr und Joseph Messner nach dem Schauspiel „Toni“ von Theodor Körner
- Agnes Bernauer (Der Engel von Augsburg), Oper, op. 39 (1936), Oper in 3 Aufzügen (5 Bildern) nach Motiven von Friedrich Hebbel Libretto von Karl Neumayr

### Orchesterwerke
- Symphonie Nr. 1 c-moll, op. 5 (1920)
- Scherzo fugato für großes Orchester, op. 5a (aus der 1. Symphonie), Verlag Doblinger Wien (Leihmaterial)
- Symphonie Nr. 2 in F (Savonarola), op. 21 (1925)
- Salzburger Suite für Orchester, op. 51 (1940/41), in fünf Sätzen über bekannte Salzburger Sehenswürdigkeiten:

1. Festung Hohensalzburg – Paul Hofhaimer „Choral für den Salzburger Stier“ (1538)
2. Hellbrunner Wasserspiele – Johann Ernst Eberlin „Choral für die Wasserorgel“ (1770)
3. Friedhof von St. Peter – Michael Haydn „Hier liegt vor deiner Majestät“
4. Untersberger Zwerge – Lied „Mei Hoamat, mei Salzburg“
5. Salzburger Dom – Wolfgang Amadeus Mozart „Ave verum“
- Rondo giocoso für großes Orchester, op. 54 (1941)(Verlag Universal-Edition, Nr. UE 34232, Leihmaterial)
- Symphonie Nr. 3 A-Dur, op. 58 (1945)

### Instrumentalkonzerte
- Sinfonietta op. 10 (1923) in einem Satz, für Klavier und Orchester mit Mezzosopran-Solo (Klavierkonzert) (Verlag Doblinger Wien, Klavierauszug, Leihmaterial, D. 6367)
- Konzert für Violine und Orchester, op. 61 (1947)
- Konzert für Violoncello und Orchester, op. 80 (1954)

### Klavier- und Orgelwerke
- Phantasie und Fuge in b für Klavier, op. 14 (1924)(Verlag Doblinger Wien, 1924, Klavierwerke, 01281)
- Romanze für das Klavier, op. 15 (1924)(Verlag Doblinger Wien, 1924, Klavierwerke, 01281)
- Improvisation über ein Thema von Bruckner für Orgel, op. 19 (1924) (Verlag Universal-Edition, 1924, Nr. 7711)
- Paraphrase über die Haydn'sche Volkshymne für Orgel, op. 28 (1931), zur Einweihung der Kufsteiner Heldenorgel am 3. Mai 1931 (Verlag Anton Böhm & Sohn, Augsburg, 1931, Nr. 7776)
- Suite für Orgel, op. 33 (1932) (Verlag Anton Böhm & Sohn, Augsburg, 1932, Nr. 7958)
- Sonatine in b für Klavier, op. 62 (1947)(Verlag Doblinger Wien, 1924, Klavierwerke, 01281 sowie im Heft 4, „Die Sonatine“, D. 8183)

### Sonstige Werke
- Streichquartett in g-moll, op. 78 (1953)